# Daniel Osvaldo Fernández
Daniel Osvaldo Fernández (Monte Maíz, Córdoba, 21 de noviembre de 1963). Es un exfutbolista argentino que jugaba como volante.
Daniel es padre del futbolista Thiago Fernández.

## Trayectoria

### Ferro
Nacido en Monte Maíz, Fernández se mudó a Buenos Aires para formarse en Ferro. Debutó en 1984 y en su primer año se coronó campeón del Campeonato Nacional. En 1984 también fue subcampeón metropolitano. En 1985 jugó la Copa Libertadores y compartió grupo con Argentinos Juniors, Fluminense y Vasco da Gama. Terminó primero en su grupo, igualado en puntos con Argentinos, por lo que se jugó un partido desempate, con el bicho como ganador. Jugó en oeste hasta 1992, con casi 200 partidos disputados.

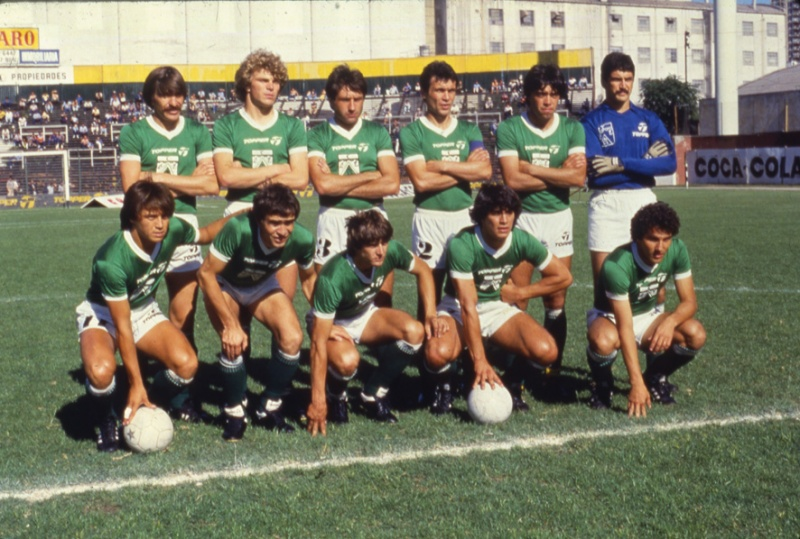
Formación de Ferro en 1984.

### Atlético Tucumán
En la segunda mitad de 1992 pasó a Atlético Tucumán. Con la camiseta del decano jugó la temporada 1992/93.

## Clubes
| Club             | País      |
| ---------------- | --------- |
| Ferro            | Argentina |
| Atlético Tucumán | Argentina |

## Palmarés
| Título                     | Equipo | País      | Año  |
| -------------------------- | ------ | --------- | ---- |
| Primera División Argentina | Ferro  | Argentina | 1984 |